# Lager Koralle

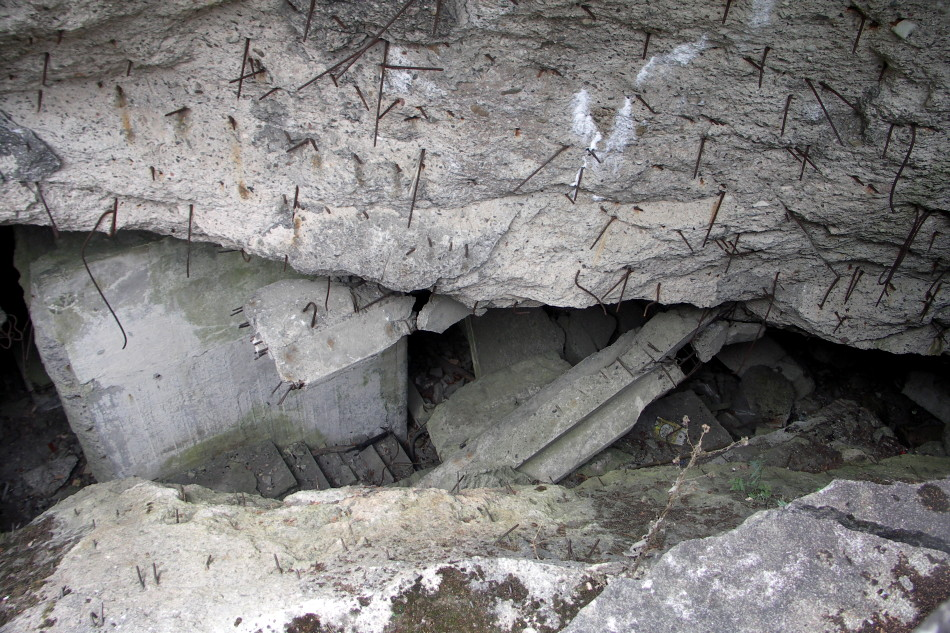
Reste des gesprengten Flakbunkers

Lager Koralle (auch: Objekt Koralle) war der Deckname einer militärischen Anlage nördlich von Bernau bei Berlin, in der sich 1943–1945 das Führungszentrum vom Oberkommando der Marine (OKM)  und die Funkleitstelle für den U-Boot-Krieg befand.

## Geschichte
Das Objekt war zunächst als Marinefernmeldeschule gedacht und erhielt den Namen „Koralle“ erst später. Die Bauarbeiten begannen 1939 in einem stark bewaldeten Gebiet zwei Kilometer nordwestlich von Lobetal, nördlich von Bernau. Das 54 Hektar große Gelände gehörte ursprünglich zu den Hoffnungstaler Anstalten. Aufgrund der immer größer werdenden Gefahr durch Fliegerbomben wurde beschlossen, die Führungszentrale des Oberkommandos der Kriegsmarine (OKM) aus Berlin in ein sichereres Gebiet zu verlegen. Am 30. Januar 1943 bezog es seinen Sitz im Lager Koralle. Wenig später wurde vor Ort auch die Hauptfunkstelle des Befehlshabers der U-Boote (BdU) eingerichtet. Damit liefen nun alle Nachrichtenverbindungen für den U-Boot-Krieg im bombensicheren Nachrichtenbunker der Station ein. Zeitweise wurden hier alle deutschen Seekriegsoperationen des Zweiten Weltkrieges koordiniert.
Während der Schlacht um Berlin und des Vormarschs der Roten Armee erging am 19. April 1945 der Befehl zur Verlegung in das Ausweichquartier Objekt Forelle bei Plön und acht Tage später in den Sonderbereich Mürwik. Nach der Einnahme des Komplexes wurde am 22. April 1945 ein Großteil der Anlage von sowjetischen Truppen gesprengt. Die Ruinen befinden sich noch an Ort und Stelle. Nach dem Krieg wurde das Gelände von sowjetischen Streitkräften, DDR-Betriebskampfgruppen und der Volkspolizei genutzt und die noch intakten Bunkerteile einer neuen Bestimmung als Munitionsdepot und Nachrichtenstelle zugeführt.

## Aufbau
Es gab Unterkünfte für die Kommandostäbe, ein „militärisches Wohnlager“, Gebäude für den Marinenachrichtendienst und den Wetterdienst, einen Flakbunker, einen Hochbunker und einen unterirdischen Bunker. In dem unterirdischen Bunker operierte die Zentrale des OKM. Hinzu kamen ein Offizierskasino, Baracken, ein Badehaus, Garagen, mehrere Löschwasserteiche und andere kleinere Objekte. Die Funktionsgebäude waren zum Teil unterirdisch miteinander verbunden.
Der Komplex war mit zahlreichen Anlagen zur Funkübertragung ausgestattet, dazu zählten fünf Sendemasten, Breitbandantennen und eine Richtfunkanlage.

## Lager Koralle heute
Heute sind vom Lager Koralle nur noch wenige Relikte vorhanden. Dazu gehören das ehemalige Wohnhaus „Haus Bergauf“, in dem Karl Dönitz mit seiner Frau gewohnt und in welchem sich das Offizierskasino befunden hatte, sowie der für 130 Personen konzipierte zweistöckige Tiefbunker unter der ehemaligen Funkempfangszentrale, der sich in einem von der Eigentümerin, der Brandenburgischen Bodengesellschaft (BBG), umzäunten Bereich befindet.

## Trivia
Das 9. Kapitel in Lothar Günther Buchheims Buch Die Festung heißt „Koralle“ und spielt sich im Lager Koralle ab:

„Schwer vorstellbar, daß der U-Bootkrieg in allen sieben Meeren von diesem märkischen Kiefernwäldchen aus geführt wird. „Koralle“ – wer nur auf diesen Namen gekommen sein mag. Für ein Stabsquartier unter Kiefern ausgerechnet Koralle!“

In Lager Koralle hatte auch der Marineoffizier Berthold Schenk Graf von Stauffenberg eine Dienstwohnung. Hier wurde in Vorbereitung auf das Attentat auf Hitler der von seinem Bruder Claus entworfene „Schwur“ für die „Zeit danach“ diktiert.